# Rakeem Christmas
Rakeem Maleek Christmas (ur. 1 grudnia 1991 w Irvington) – amerykański koszykarz, występujący na pozycji skrzydłowego, obecnie zawodnik Yulon Luxgen.
W 2011 wystąpił w trzech meczach gwiazd amerykańskich szkół średnich – Nike Hoop Summit, Jordan Classic i McDonald’s All-American. W 2010 wystąpił w turnieju Nike Global Challenge.
6 lipca 2017 został zwolniony przez Indiana Pacers. 17 sierpnia 2017 został zawodnikiem tureckiego Galatasaray Odeabank. 11 listopada, po rozegraniu pięciu spotkań w lidze tureckiej oraz Eurocup – opuścił klub.
5 stycznia 2018 podpisał umowę z zespołem New Zealand Breakers.
18 lipca 2019 dołączył do filipińskiego Magnolia Hotshots. 21 sierpnia zawarł umowę z tureckim  OGM Ormanspor Genclik Ankara.
6 listopada 2020 został zawodnikiem Yulon Luxgen, zespołu występującego w lidze Tajwanu.

## Osiągnięcia
Stan na 9 listopada 2020, na podstawie, o ile nie zaznaczono inaczej.
NCAA
- Uczestnik rozgrywek:
  - NCAA Final Four (2013)
  - Elite Eight turnieju NCAA (2012, 2013)
  - II rundy turnieju NCAA (2012, 2013, 2014)
- Mistrz sezonu regularnego konferencji Atlantic Coast (ACC – 2012)
- Największy Postęp konferencji Atlantic Coast (2015)
- Obrońca Roku ACC (2015)
- Zaliczony do:
  - I składu:
    - ACC (2015)
    - defensywnego ACC (2015)

  - III składu All-American (2015 przez AP, TSN)

Indywidualne
- Uczestnik meczu gwiazd NBA D-League (2016)
- Zawodnik tygodnia D-League (7.12.2015)